# Per Bak
Per Bak (Brønderslev, 8 de diciembre de 1948-Copenhague, 16 de octubre de 2002) fue un físico teórico danés que fue coautor del artículo académico de 1987 que acuñó el término "criticidad autoorganizada".

## Biografía
Después de recibir su doctorado en la Universidad Técnica de Dinamarca en 1974, trabajó en el Laboratorio Nacional Brookhaven. Se especializó en  transiciones de fase, como las que ocurren cuando un aislante de repente se convierte en conductor o cuando el agua se congela. En ese contexto, también realizó un trabajo importante sobre complicadas estructuras (magnéticas) espacialmente moduladas en sólidos. Esta investigación lo llevó a la pregunta más general de cómo surge la organización del desorden.
En 1987, él y dos investigadores postdoctorales, Chao Tang y Kurt Wiesenfeld, publicaron un artículo en Physical Review Letters estableciendo un nuevo concepto al que llamaron criticidad autoorganizada. El primer ejemplo descubierto de un sistema dinámico que muestra tal criticidad autoorganizada, el modelo de pila de arena de Bak-Tang-Wiesenfeld, recibió su nombre.
Frente a muchos escépticos, persiguió las implicaciones de su teoría en varias instituciones, incluido el Laboratorio Nacional Brookhaven, el Instituto Santa Fe, el Instituto Niels Bohr en Copenhague y el Imperial College de Londres, donde se convirtió en profesor en 2000.
En 1996, llevó sus ideas a un público más amplio con su ambicioso libro titulado How Nature Works. En 2001, se enteró de que tenía síndrome mielodisplásico y falleció a causa de él al año siguiente. Le sobreviven su segunda esposa, Maya Paczuski, colega física y actual profesora de la Universidad de Calgary, con quien tuvo cuatro hijos y es coautor de varios artículos.

## Publicaciones seleccionadas
- Bak, P (1 de junio de 1982). «Commensurate phases, incommensurate phases and the devil's staircase». Reports on Progress in Physics 45 (6): 587-629. doi:10.1088/0034-4885/45/6/001.
- Bak, Per; Tang, Chao; Wiesenfeld, Kurt (27 de julio de 1987). «Self-organized criticality: an explanation of 1/f noise». Physical Review Letters 59 (4): 381-384. Bibcode:1987PhRvL..59..381B. PMID 10035754. doi:10.1103/PhysRevLett.59.381.
- 1996, How Nature Works: The Science of Self-Organized Criticality, New York: Copernicus. ISBN 0-387-94791-4
- Bak, Per (December 1983). «Doing physics with microcomputers». Physics Today 36 (12): 25-28. Bibcode:1983PhT....36l..25B. doi:10.1063/1.2915383.